# ألكسندرا ستيبانوفا
ألكسندرا نيكولايفنا ستيبانوفا (بالروسية: Александра Николаевна Степанова)؛ مواليد 19 أغسطس 1995) لاعبة رقص على الجليد روسية مع شريكها في التزلج إيفان بوكين، حصدت أربع ميداليات أوروبية (فضية في 2019 وبرونزية في 2015 و2018 و2020)، بطلة سباق الجائزة الكبرى لهلسنكي 2018، بطلة كأس روستيليكوم  2018، والبطولة الوطنية الروسية 2021. في المجموع، فازوا بسبع ميداليات في سلسلة الجائزة الكبرى وثلاثة ألقاب في كأس فنلنديًا.
في وقت سابق من مسيرتهم المهنية فاز ستيبانوفا / بوكين ببطولة العالم للناشئين لعام 2013، ونهائي بطولة اليابان للناشئين 2012-13 وبطولة روسيا للناشئين لعام 2014.

## روابط خارجية
- ألكسندرا ستيبانوفا في الاتحاد الدولي للتزلج
- ألكسندرا ستيبانوفا على إنستغرام